# Steve Chainel
Steve Chainel (Remiremont, 6 de septiembre de 1983) es un ciclista francés, que compite tanto en la modalidad de carretera como en la de ciclocrós.

## Biografía
Steve Chainel hizo su debut como profesional en 2007 en el seno del equipo francés Auber 93. Hasta 2007 su especialidad fue el ciclo-cross. En 2008 tuvo un excelente mes de mayo con un segundo lugar en el Trofeo de los Escaladores y sobre todo su victoria en el  Circuito de Lorraine más una etapa. Estas posiciones le hicieron figurar en la duodécima posición del UCI Europe Tour al finalizar el mes. Ese mismo año termina segundo de la Châteauroux Classic de l'Indre, y ficha para el año 2009 por el equipo francés Bouygues Telecom.
En 2009 terminó 9.º en los Tres días de La Panne. En 2010 se especializó en esta carrera y consiguió su primera gran victoria en la misma prueba ganando la primera etapa.

## Palmarés

### Ruta
2008
- Circuit de Lorraine, más 1 etapa

2010
- 1 etapa en los Tres días de La Panne

### Ciclocrós
2006-07
- GP de Marle

2007-08
- GP de Pétange

2008-09
- GP de Niederanven
- GP de Pétange
- 2.º en el Campeonato de Francia de Ciclocrós

2009-10
- GP de Wetzikon
- GP de Pétange
- 2.º en el Campeonato de Francia de Ciclocrós

2010-11
- GP de la Commune de Contern
- Ciclocrós de Saverne

2011-12
- 2.º en el Campeonato de Francia de Ciclocrós

2016-17
- Trek CXC Cup 1 de Waterloo

2017-18
- Ciclocrós de Besançon
- Campeonato de Francia de Ciclocrós

## Resultados en Grandes Vueltas
| Carrera | Carrera         | 2007 | 2008 | 2009 | 2010 | 2011 | 2012 | 2013 | 2014 | 2015 |
| ------- | --------------- | ---- | ---- | ---- | ---- | ---- | ---- | ---- | ---- | ---- |
|         | Giro de Italia  | —    | —    | Ab.  | —    | —    | —    | —    | —    | —    |
|         | Tour de Francia | —    | —    | —    | —    | —    | —    | —    | —    | —    |
|         | Vuelta a España | —    | —    | —    | —    | —    | —    | Ab.  | —    | —    |

―: no participa

Ab.: abandono 